# Louis-Charles-Joseph Rey
Pour les articles homonymes, voir Rey.
Louis-Charles-Joseph Rey, frère de Jean-Baptiste Rey, est un violoncelliste français né à Lauzerte le 26 octobre 1738 et mort à Paris le 12 mai 1811. 

## Biographie
Comme son frère, Louis-Charles-Joseph Rey débute comme enfant de chœur à l'abbaye de Saint-Sernin, où il étudie la musique. À seize ans, il entre comme violoncelliste au théâtre de Montpellier. Il se rend à Paris en 1755, où il prend des leçons de Martin Berteau. Deux ans plus tard, il devient violoncelliste au théâtre de Bordeaux. Il retourne à Paris en 1766 et entre dans l'orchestre de l'Opéra l'année suivante. En 1772, il est admis dans la chapelle du roi Louis XVI. Il se retire de l'Opéra en 1806 et se suicide moins de cinq ans plus tard, en se coupant la gorge avec un rasoir.

## Note
1. ↑  Francois-Joseph Fétis, Biographie universelle des musiciens et bibliographie générale de la musique, Paris, Firmin-Didot, 1866-1868, p. 235.